# Scrophularia subaequiloba
Scrophularia subaequiloba är en flenörtsväxtart som beskrevs av Lall. Scrophularia subaequiloba ingår i släktet flenörter, och familjen flenörtsväxter. Inga underarter finns listade i Catalogue of Life.